# Protonotaria
Protonotaria is een geslacht van zangvogels uit de familie Amerikaanse zangers (Parulidae).

## Soorten
Het geslacht kent de volgende soort:
- Protonotaria citrea – Citroenzanger